# Ceramida bedeaui
Ceramida bedeaui es una especie de coleóptero de la familia Scarabaeidae.

## Distribución geográfica
Habita en la mitad sur de la península ibérica.